# 2014年7月中国大陆

## 7月1日
- 京津冀海关区域通关一体化改革，率先在北京海关、天津海关启动实施。[1]
- 中国（上海）自由贸易试验区2014版负面清单出炉。相比于2013版负面清单，新版负面清单瘦身26.8%，针对外商的特别管理措施由原先的190条调整为139条，减少了51条。[2][3][4]
- 国家副主席李源潮在北京会见了香港各界青年学生联合访京团。[5][6][7]

## 7月2日
- LINE在上午透過其官方微博表示，「現在LINE中國用戶出現了訪問障礙，我們正在進最大努力修複該問題。」但有關微博並沒有解釋出現訪問障礙的原因。有網友分析LINE可能会同当局研究加大自我審查力度，加大中外用戶隔斷度，避免形成一個中國用戶可以自由訪問的、中國政府無法管理的國際化社區。[8]
- 解放军四总部、海空二炮、七大军区对前中央军委副主席徐才厚被查表态。徐才厚是习近平总书记上任一年半以来拿下的军阶最高的贪官，也是继前重庆市委书记薄熙来因贪污受贿被判无期徒刑之后遭到查处的第二位中共中央政治局委员。[9][10]

## 7月3日
- 习近平访问韩国，夫人彭丽媛随同出发[11][12]。马云、李彦宏等随访。[13][14][15][16]
- 国务院新闻办公室7月3日召开新闻发布会，中央档案馆副馆长李明华介绍了中央档案馆在互联网上公布《日本战犯的侵华罪行自供》的有关情况，并就相关问题回答了记者的提问。[17][18][19]

## 7月4日
- 前国务院总理李鹏高调出版回忆录。新书受到《人民日报》“要闻”版推荐，电力系统几乎全体派人参加新书座谈会。[20]
- 网曝河南一原检察长行贿被免职，后任反渎局政委。曝光后，“当地检方两日内将其免职”。[21][22]
- 中国证券监督管理委员会就《关于改革完善并严格实施上市公司退市制度的若干意见（征求意见稿）》（简称《意见》）向社会公开征求意见，这标志着新一轮退市制度改革正式启动。证监会新闻发言人介绍，这次改革的目标是实现上市公司退市的市场化、法治化和常态化。[23]

## 7月5日
- “中央纪委7月5日通报：山西省监察厅原副厅长谢克敏被双开，‘与他人通奸’赫然在目。而7月2日，中纪委披露海南省原副省长冀文林和中央政法委办公室原副主任余刚被双开[24]，也均提到两人‘与他人通奸’[24]。一个多月来，已有多名官员被双开的通报材料中披露其与他人通奸。这是一个对官员失德零容忍的信号。”[25][26]
- “杭州西湖公交爆燃起火疑似人为纵火，医院收治29人中24重伤无人死亡”。[27]

## 7月6日
- “原阳朔县国土局局长石某，在2010年7月，因受贿罪被桂林市七星区法院判处有期徒刑10年。但石某没有坐过一天牢，还多次出现在广州、南宁、柳州和河池等地，甚至坐飞机去四川成都。本案从表面上看，人也查了，刑也判了，似乎已经达到反腐的目的。而结果却是虽判刑却未让其坐牢，人还‘逍遥法外’；虽查明受贿23万却只收回了6万，绝大多数赃款仍还‘石沉大海’。”已被收监。[28][29]

## 7月7日
- 中共中央总书记习近平、全国政协主席俞正声等党和国家领导人高调纪念七七事变。[30]

## 7月8日
- 中共海南省委常委、副省长谭力涉嫌严重违纪违法，目前正接受组织调查。[31]

## 7月9日
- “盘点反腐600天：全国人民都在问新大老虎会是谁”？“不管大老虎、军老虎、老老虎、病老虎，只要触犯了党纪国法，不但要摸老虎屁股，还要把老虎关进笼子。”[32]
- 西藏日报报道，吴逢惠同志逝世[33]。习近平、刘云山、赵乐际、胡锦涛、朱镕基对吴逢惠同志逝世表示哀悼并对其亲属表示慰问。[34]

## 7月10日
- 香港《明报》据消息来源称中共中央政治局前委员、中共中央军委前副主席郭伯雄之子郭正钢夫妇被军纪委带走协助调查。传言满天飞：贾庆林、郭伯雄、曾庆红都被关。但这些网上消息都遭到当局删除。不过，新唐人电视台却在当局删稿之前，拍下程凌虚在微博所发的消息。[35][36]
- 新闻出版广电总局禁止中国媒体记者为外国媒体撰稿，禁止中国记者将工作信息传递给不为其工作的单位。[37]
- 央视《新闻联播》主播，著名主持人康辉，目前已接替李瑞英的央视新闻中心播音部的管理工作，负责安排新闻播报类主持人的节目主持以及电视新闻的录音工作。[38]
- 陕西退役特警犯下连环强奸案被抓引万人围观。[39]

## 7月11日
- 继5月31日央视财经频道总监郭振玺被吉林省检察院逮捕后，有报道称，央视财经频道副总监李勇、知名主持人芮成钢和一名制片人11日下午被检方带走。已有8人被带走，包括1年轻女主持。[40][41]

## 7月12日
- 上海市召开全市司法改革先行试点部署大会。从律师中选任法官检察官。[42]

## 7月13日
- 习近平谈买官卖官：发现一起，查处一起。[43]

## 7月14日
- 网曝：郭美美赌球被拘，损失商演邀请方索赔60万。[44]郭美美后台疑為現任中共中央政治局常委父子。劉雲山之子藉“博愛小站”發財。[45]

## 7月15日
- 7月15日至23日，中国国家主席习近平将出席在巴西举行的金砖国家领导人第六次会晤，对巴西、阿根廷、委内瑞拉和古巴进行国事访问，并在访问巴西期间出席中拉领导人会晤。[46][47]
- 下午1点45分左右，青海西宁曹家堡机场停车场发生爆炸，有一名在旁边工作的清洁员受到了轻伤，目前已经送往医院进行治疗，没有其他人员和财产损失的进一步报告。[48]
- 15日晚间广州市海珠区广州大道南敦和路口南向方向一辆到站的301路巴士突然着火后爆炸，据报事件共造成2人死亡，32人受伤。[49]
- 金砖国家领导人第六次会晤在巴西举行，决定成立金砖国家开发银行并将总部设在中国上海[50]，建立金砖国家应急储备安排。[51][52]
- 沈阳市人民检察院原检察长张东阳被开除党籍、开除公职。[53]
- 福州女子被跨省调查后坠亡，涉案山东铁警已停职。[54]
- 按照总参谋部的部署，南京、沈阳、广州、北京、成都、济南6个军区的10支陆军远程火箭弹、炮兵、防空旅，将全员全装，依次成建制开赴6个训练基地，进行实兵实弹演练，演练时间将持续进行3个月左右。代号“火力—2014·山丹”的首场演练，15日凌晨在河西走廊中部的“甘凉咽喉”拉开序幕，参演部队为成都军区驻西藏防空某旅。[55]

## 7月16日
- 深交所女监事长疑被双规，与郭永祥关系不一般。[56]
- 国务院任命慎海雄、于绍良为新华社副社长。习近平主政浙江、上海期间，慎海雄曾任职于新华社浙江、上海两个分社。[57]</ref>
- 7月16日8时10分许，北京市中国青年报社门口，7人服农药后倒地。澎湃新闻获得了一份现场遗留的申诉材料，名为“黑牢经过”。材料称，上诉人为蔡福喜，家住江苏省泗洪县旗杆小区，因为拆迁补偿不合理而上访，后又在上访时被关黑牢。针对媒体报道的江苏泗洪“铺路种豆”消息，江苏宿迁市国土资源局相关负责人接受记者采访时表示，“铺路种豆”事件涉及的部分土地是今年国家土地例行督察时发现的违法用地。[58][59]

## 7月17日
- 中共云南省委原常委张田欣被开除党籍，降为副处级。多家香港媒体报导，据知情人透露，中共昆明市委书记张田欣曾调动1000多名武警，并出动装甲车镇压民众群体抗争。“这比沈培平调动武警的规模更大”。张田欣担任文山州委书记时，按照当时的云南省政府常务副省长秦光荣的指令，把文山州马关县国有的都龙锡矿（价值300多个亿）强行作价2400万卖给秦光荣的马仔、湖南房地产老板蒋政江。遭当时的文山州长宋嘉林反对，拒绝在该矿改制的政府文件书上签署他的名字。[60][61]

## 7月18日
- 纽约慈善午宴半个月后，陈光标再次成为媒体议论焦点——慈善午宴上“中国全球合作基金会”给他颁发了“世界首善”荣誉证书，被陈光标表述为来自联合国的荣誉，但人们很快发现证书上联合国的英文名称拼错了，这张证书和联合国没有半点关系。陈光标随后声称自己受了骗，而“中国全球合作基金会”随后在自己的网站上辩解，说证书是陈光标自己制作的。[62]
- 為香港東方報業集團旗艦網站「on.cc東網」大陸評論版撰寫專欄的南方报业《中国财富》杂志记者宋志标被雜誌社要求离职，成为本月八日國家新聞出版廣電總局出台新規禁制新聞從業人員与境外媒體关系往来以来首位因給境外媒體撰稿而被當局懲處的內地記者。[63][64]

## 7月19日
- 39岁网晒工资基层法官辞职:加薪能保证不挨骂？能保证不加班吗？能保证岗位轮换按意愿发展吗？能不用做维稳化解信访回复吗？[65]

## 7月20日
- 天津公安局长武长顺落马，传家中搜出价值过亿财产。2007年6月，随着李宝金被调查，宋平顺自杀，就已经有了武长顺“深度卷入”此二人案件的传闻。[66][67]

## 7月21日
- 《纽约时报》报道阿里巴巴集团具有红二代和太子党背景，涉及的人物包括刘云山之子刘乐飞、江泽民的孙子江志成，以及王震之子、陈云之子和曾培炎之子等。[68]
- 北京玉渊潭现22米充气“金蟾”，名为复兴蟾，网友：是来找那只鸭子的。据法新社(Agence France-Presse)报道，把江泽民和金色蟾蜍作比较的照片本周刚开始在网上流传开来，新华社和门户网站新浪就从各自的网站上删除了关于这只蟾蜍的报道。霍夫曼的黄鸭也曾是中国网络审查的对象。[69][70]
- 中共江西省委书记强卫21日率团飞抵台湾，开展以“两岸一家亲，合作谋双赢”为主题的参访交流活动。[71][72]

## 7月22日
- 乌克兰议会通过法案，允许议长解散共产党议员党团。[73][74][75]
- 原建設銀行天津分行紅橋支行的中層幹部、共產黨員張蘭英近日通過媒體公開聲明退黨。[76]

- 公安部启动"猎狐2014"专项行动，浙"跑路美女老板"落网。[77]

## 7月24日
- 今天上午，据称，因航空管制，受其他用户高频度演习活动影响，从7月20日到8月15日，华东和华中12个机场将有为期26天的大面积延误。记者从民航局有关部门获悉，受影响的机场包括上海虹桥、上海浦东、南京、杭州、合肥、济南、无锡、宁波、青岛、连云港、郑州、武汉等12个机场。新浪微博的两个用户为7月14日的航班延迟提供的另一种解释，他们写道，那是为了防止一个贪官出逃而关闭了上海领空。据国家通讯社新华社报道，那两个微博用户已因散布谣言而被逮捕。[78][79]
- /lianzheng/2014-07/24/c_1111789479.htm 新华网]</ref>[80]

## 7月25日
- 翁涛晚10点左右爆料，郭美美疑供出干爹，警方带走王军24小时。翁涛为中红博爱首席执行官，与王军是朋友，王军拥有中红博爱大股东深圳物华公司10%的股份。[81]
- 《中國好聲音》第三季中來自香港的女子組合Robynn & Kendy翻唱了台灣歌手張震嶽的《思念是一種病》，獲得多名導師的好評，加入了導師楊坤的團隊。組合中的女歌手Robynn是中共元老葉劍英元帥的孫女葉晴晴。[82][83]
- 湖北江陵县人民法院立案庭庭长私驾警车撞死3人。[84]
- 多地作案，“圈养”供体近40人，非法获利高达150余万元。江西南昌青山湖区人民法院25日对一起特大组织出卖人体器官案作出一审判决，12名被告人分别获有期徒刑2年至9年6个月，并处罚金1万元至10万元。[85]

## 7月28日
- 新疆喀什地区莎车县周一凌晨爆发大规模骚乱，有数十民众被杀，警方也击毙数十暴徒。有消息表示，事件中有多名警员殉职，也有当地的大毛拉（宗教领袖）被杀。分析认为，暴徒故意选择在伊斯兰教最重要的开斋节前一天发动骚乱，是希望利用这个宗教节日制造恐怖气氛，蓄意将暴恐活动和民族宗教挂钩。[86]

## 7月29日
- 7月29日是“全球老虎日”。[87]
- 中共中央決定对前中共中央政治局常委周永康严重违纪问题进行立案審查。[88][89]
- 光明食品原董事长王宗南涉贿被查，曾任陈良宇助理。光明集团成全国隐性大地王：拥有土地99.4万亩。光明食品（集团）官网介绍，2006年4月，光明品牌缔造者江泽民同志重回益民食品一厂视察。[90][91][92]

- 近日，互联网上出现“辽宁清原县法院11名法官被查，中高层几乎被掏空”的新闻，引发广泛关注。辽宁省人民检察院29日向新华社独家披露，清原县法院审判人员系列渎职、受贿案件现有10人涉案，涉嫌民事行政枉法裁判、徇私枉法、执行判决裁定滥用职权犯罪及重大受贿犯罪等四宗罪，均已被采取强制措施。[93]
- 《人民日報》原總編輯譚文瑞5時15分在北京醫院去世，享年92歲[94]。譚是文革結束后不久出任報社總編輯，1978年曾参与起草《告台湾同胞书》[95]。直到八九学运时，包括《人民日報》在內的記者編輯有份上街支持學生，事后被中宣部以「對動亂態度消極」為由解除職務。[96][97]
- 中纪委机构改革成立国际合作局，负责海外追赃追逃。[98][99][100]

## 7月30日
- 香港衞生署衞生防護中心今日接獲廣東省衞生和計劃生育委員會通報，廣州南沙区大崗鎮自七月十一日起，共接獲四十六宗登革熱個案，未出現嚴重或死亡個案，當地亦已進行相應的控蚊工作。[101]
- 财新网记者从多个渠道证实，称央视纪录片频道总监刘文因为被查出有经济问题，于7月30日被有关部门带走接受调查。作为央视纪录片频道的掌门人，刘文炮制出的《舌尖上的中国》一、二季不仅缔造出高收视，而且所带动的纪录片经济效益更是惊人。原因除了在纪录片的采购和制作上存在经济问题，而且疑似在制作“舌尖”等一些高收视率的纪录片时，涉嫌与隐性的植入广告有利益交换。[102]